# Pennella digitata
Pennella digitata är en svampart som beskrevs av Strongman & M.M. White 2008. Pennella digitata ingår i släktet Pennella och familjen Legeriomycetaceae.   Inga underarter finns listade i Catalogue of Life.